# 对立四边形
对立四边形（又称逻辑方阵、四角對當），是传统逻辑（亚里士多德逻辑）中用于直接推理的术语，它图示了四种标准直言命题之间的对立关系。
对于主项"S"和谓项"P"，提供了如下规则:
1. 全称命题不同真（contrariety，又称反对关系），至少有一个必须是假。
2. 矛盾（contradiction）的命题有对立的真值。
3. 全称命题蕴涵（subalternation，又称差等关系）它们的下级特称命题。
4. 特称命题不同假（subcontrariety，又称下反对关系），至少有一个必须是真。

只有前两个规则是亚里士多德在他的著作《解释篇》中陈述的，第三个规则是后人从他的《前分析篇》中补充进来的，第四个规则是后人从前两个规则做出的推论。

## 存在性引入问题
对立四边形在很大程度上落伍了，并且实际上与现代一阶逻辑不兼容。这是因为在现代逻辑中，“所有的S都是P”在实际上不蕴涵任何S的存在性。所以，亚里士多德的“有些S是P”的连线（这蕴含着 S 的存在性）在现代逻辑中不成立。如何恰当地解释亚里士多德逻辑与此有关的问题叫做存在性引入问题（the problem of existential import，参见存在性謬誤），它也被当作亚里士多德的三段论的一个缺陷，并且已经得到了各种提议的解决方案，比如：
1. 因为有根本缺陷而抛弃亚里士多德的三段论。
2. 把亚里士多德的三段论限制于那些所有谓词都有成员的情况。
3. 从特称否定中去掉存在假定。

## 外部連結
- International Congress on the Square of Opposition （页面存档备份，存于）
- Special Issue of Logica Universalis Vol2 N1 (2008) on the Square of Opposition[永久]
- Stanford Encyclopedia of Philosophy article （页面存档备份，存于）
- History of the Problem of Existential Import